# العلاقات الرومانية الفيتنامية
العلاقات الرومانية الفيتنامية هي العلاقات الثنائية التي تجمع بين رومانيا وفيتنام.

## مقارنة بين البلدين
هذه مقارنة عامة ومرجعية للدولتين:
| وجه المقارنة                                              | رومانيا                                                                               | فيتنام           |
| --------------------------------------------------------- | ------------------------------------------------------------------------------------- | ---------------- |
| المساحة (كم2)                                             | 238.40 ألف                                                                            | 331.69 ألف       |
| عدد السكان (نسمة)                                         | 19.59 مليون                                                                           | 94.66 مليون      |
| الكثافة السكانية (ن./كم²)                                 | 82.17                                                                                 | 285.39           |
| العاصمة                                                   | بوخارست                                                                               | هانوي            |
| اللغة الرسمية                                             | اللغة الرومانية                                                                       | اللغة الفيتنامية |
| العملة                                                    | ليو روماني                                                                            | دونغ فيتنامي     |
| الناتج المحلي الإجمالي (بليون دولار)                      | 211.80 مليار                                                                          | 234.19 مليار     |
| الناتج المحلي الإجمالي (تعادل القوة الشرائية) بليون دولار | 465.56 مليار                                                                          | 553.42 مليار     |
| الناتج المحلي الإجمالي الاسمي للفرد دولار أمريكي          | 9.47 ألف                                                                              | 2.48 ألف         |
| الناتج المحلي الإجمالي للفرد دولار أمريكي                 | 23.63 ألف                                                                             | 5.63 ألف         |
| مؤشر التنمية البشرية                                      | 0.793                                                                                 | 0.666            |
| رمز المكالمات الدولي                                      | +40                                                                                   | +84              |
| رمز الإنترنت                                              | .ro                                                                                   | .vn              |
| المنطقة الزمنية                                           | ت ع م+02:00، ت ع م+03:00، أوروبا/بوخارست ‏، توقيت شرق أوروبا، توقيت شرق أوروبا الصيفي ‏ | ت ع م+07:00      |

## منظمات دولية مشتركة
يشترك البلدان في عضوية مجموعة من المنظمات الدولية، منها:
| علم المنظمة | اسم المنظمة                        | تاريخ انضمام رومانيا | تاريخ انضمام فيتنام |
| ----------- | ---------------------------------- | -------------------- | ------------------- |
|             | مؤسسة التنمية الدولية              | 12 أبريل 2014        | 24 سبتمبر 1960      |
|             | المنظمة الهيدروغرافية الدولية      | ?                    | ?                   |
|             | مؤسسة التمويل الدولية              | 23 سبتمبر 1990       | 4 أغسطس 1967        |
|             | منظمة حظر الأسلحة الكيميائية       | ?                    | ?                   |
|             | يونسكو                             | 27 يوليو 1956        | 6 يوليو 1951        |
|             | الأمم المتحدة                      | 14 ديسمبر 1955       | 20 سبتمبر 1977      |
|             | الاتحاد الدولي للاتصالات           | 9 فبراير 1866        | 24 سبتمبر 1951      |
|             | منظمة الشرطة الجنائية الدولية      | ?                    | ?                   |
|             | البنك الدولي للإنشاء والتعمير      | 15 ديسمبر 1972       | 21 سبتمبر 1956      |
|             | الاتحاد البريدي العالمي            | ?                    | ?                   |
|             | وكالة ضمان الاستثمار متعدد الأطراف | 10 سبتمبر 1992       | 5 أكتوبر 1994       |
|             | مجلس التعاون الاقتصادي             | 25 يناير 1949        | 1978                |
|             | منظمة التجارة العالمية             | 1995                 | 11 يناير 2007       |
|             | الفريق المعني برصد الأرض           | ?                    | ?                   |

## وصلات خارجية
- موقع وزارة الخارجية الرومانية
- موقع وزارة الخارجية الفيتنامية